# Jan Kasper Pierszyński
Jan Kasper Pierszyński (Pyrszyński) (również Casparo Joanni Pierszynski; ur. 1718, zm. 19 września 1758 w Lesznie) – polski kompozytor i kopista muzyki sakralnej z epoki baroku, kantor i organista.

## Życiorys
Od 1740 do swojej śmierci w 1758 pełnił funkcję organisty, kompozytora i kapelmistrza kościoła parafialnego w Lesznie, kiedy miasto było własnością hrabiego Aleksandra Józefa Sułkowskiego, któremu zostało ono przekazane w roku 1738 przez Stanisława Leszczyńskiego. Kapelmistrz podpisywał się własnoręcznie na dwa sposoby – Pierszyński bądź też Pyrszyński. Notatka o jego zgonie w Liber Mortuorum brzmi następująco:
„Lesna. A-o Dni 1758. Die 19 – na Mensis Septembris obiit Famatus Gasparus Pirszczyński. Cantor et Organarius ad Ecclesiam Parochialem Lesnensem per annos 18. Omnibus Sacramentis munitus annorum vitae suae 40. Sepultus in Coemeterio Magno”.
Jego krewnym był ks. Wawrzyniec Pierszyński, protektor muzyków, altarzysta oraz promotor bractwa różańcowego w kościele parafialnym w Grodzisku Wielkopolskim.

## Twórczość
Do wybuchu II wojny światowej znane były dwie jego kompozycje, zachowane w rękopisach znajdujących się ówcześnie w Państwowych Zbiorach Sztuki na Zamku w Warszawie. Były to Sepulto Domino oraz Magnificat – dzisiaj zaginione.
Cała znana nam dziś twórczość Pierszyńskiego to wokalno–instrumentalna muzyka sakralna. Do naszych czasów zachowało się pięć utworów, napisanych jego ręką. Część z nich to autorskie kompozycje Pierszyńskiego. Drugą grupę stanowią utwory innych kompozytorów, przepisane ręką leszczyńskiego kantora. Dodatkowo jedna z mszy Pierszyńskiego (A-dur) istnieje dzisiaj w dwóch wersjach – w rękopisie autora oraz w kopii przepisanej przez co najmniej trzech innych kopistów. Istnieje też Msza Pastoralna zachowana w rękopisie innego kopisty, jednak jest ona zdekompletowana (brak partii instrumentalnych). Pomiędzy przepisywanymi przez Pierszyńskiego utworami innych kompozytorów znajdujemy między innymi Litanię Johanna Adolfa Hassego.
Twórczość Jana Kacpra Pierszyńskiego została przypomniana podczas organizowanego w Lesznie festiwalu „Leszno Barok Plus”.

## Kompozycje
- Msza A-dur;
- Msza D-dur;
- Msza D-dur „Pastoralna”[5]
- Magnificat (zaginiony);
- Sepulto Domino (zaginiony).

## Utwory innych kompozytorów przepisane ręką Pierszyńskiego
- Johann Adolf Hasse Litania G-dur;
- Teodor Wollmann Msza D-dur (Pastoralna);
- Anonim, Litania D-dur.